# Sandra Uskoković
Sandra Uskoković (Dubrovnik, 13. ožujka 1971.) hrvatska je povjesničarka umjetnosti i  sveučilišna profesorica.

## Životopis
Nakon osnovne i srednje škole koju završava u rodnom gradu studirala je povijest umjetnosti na Filozofskom fakultetu u Zagrebu. Akademsku i profesionalnu karijeru je nastavila na The George Washington University u Washingtonu, D.C., gdje je stekla magistarski stupanj s tezom o Suvremenom arhitekturi i interpolacijama u povijesnim urbanim okruženjima. Doktorski studij završila je na Sveučilištu u Zagrebu.
Radila je kao znanstvena suradnica u Ministarstvu kulture republike Hrvatske (Restauratorski zavod u Dubrovniku), ICCROM-u (Međunarodni centar za proučavanje očuvanja i restauracije kulturne baštine u Rimu), UNESCO-u i US/ICOMOS-u  te je za svoje znanstvene projekte dobila više stipendija Getty Trusta. Autorica je znanstvenog istraživanja "ICOMOS akcijski plan za baštinu 20. stoljeća".
Njezina glavna istraživačka područja su vizualna kultura, suvremene umjetničke prakse  , teorija i povijest arhitekture, i kulturna baština . 
Radovi Sandre Uskoković se fokusiraju na teme poput urbane memorije , odnosa suvremene umjetnosti i javnog prostora te očuvanja arhitektonske baštine 20. stoljeća . Autorica istražuje disonancu između povijesne konzervacije i suvremenog urbanog razvoja , baveći se, urbanim identitetom i transformacijom arhitektonskih narativa u postsocijalističkim društvima . Kroz kritičke analize i interdisciplinarne pristupe, Uskoković doprinosi raspravama o suvremenim umjetničkim praksama, kritičkim baštinskim diskursima, i urbanim narativima .
Uskoković predaje na Sveučilištu u Dubrovniku, na Odjelu za umjetnost i restauraciju. Tijekom 2022. – 2023. godine bila je gostujući profesor na Sorbonne Université, Humboldtovu sveučilištu u Berlinu  , University College London  i Koç University  u Istanbulu.

## Djela
- Moderna arhitektura kao kulturna baština Dubrovnika, Zagreb: Antibarbarus, 2010.,[15] ISBN 978-953249064-0

- Suvremena arhitektura u povijesnom ambijentu: Ignoriranje ili uvažavanje konteksta, 2013., Zagreb: Antibarbarus, [16] ISBN 978-953-249-108-1

- Lovro Perković: Estetika prostora i senzibilitet konteksta, Zagreb: Ex Libris,[17] 2015., ISBN 978-953-284-100-8

- Shadowing the City: Hypertextualisation of Urban Space, (with Boris Bakal), Zagreb: Bacači sjenki, 2015.,[18] ISBN 978-953-58376-0-2 Sandra Uskoković "Anamnesis" (2018.)

- Anamnesis – Dijalozi umjetnosti u javnom prostoru, Zagreb: UPI2M books, 2018.,[19] [20] ISBN 9789-53770-3400

- Socialist Modernism in Former Yugoslavia, (with Dumitru Rusu), B.A.C.U.,Moldava, 2020.,[21] ISBN 978-973-0-29134-6

## Vanjske poveznice
- Razgovor sa Sandrom Uskoković u dnevnom listu Slobodna Dalmacija o knjizi "Lovro Perković: Estetika prostora i senzibilitet konteksta"
- Kritički članak Vedrana Salvije o knjizi "Anamnesis" Sandre Uskoković u dnevnom listu Dubrovački dnevnik
- O Sandri Uskoković na stranicama sveučilišta u Montrealu
- O umjetničkom radu Sandre Uskoković u suradnji s nevladinom udrugom 'Bacači sjenki'
- O Sandri Uskoković na stranicama međunarodnog udruženja AICA
- Razgovor sa Sandrom Uskoković u časopisu 'Novosti'
- Razgovor sa Sandrom Uskoković na portalu 'Moderna Vremena'
- Razgovor 'Imaginativne metamorfoze kulture prostora' Srđana Sandića sa Sandrom Uskoković povodom izlaska nove knjige